# Phyllomys unicolor
Espèce
Statut de conservation UICN

 CR B1ab(iii) : 
En danger critique
Phyllomys unicolor est une espèce de rongeurs de la famille des Echimyidae. Ce petit mammifère est un rat épineux arboricole. Endémique du Brésil, on ne le rencontre qu'autour de la localité d'Helvecia, dans l'État de Bahia, où il est en danger critique de disparition.
Cette espèce a été décrite pour la première fois en 1842 par le zoologiste allemand Johann Andreas Wagner (1797-1861). L'épithète spécifique unicolor fait référence à sa couleur unie.
Synonyme : Echimys unicolor (Wagner, 1842) 